# Boncompagno (cognome)
Boncompagno è un cognome di lingua italiana.

## Varianti
Boncompagni, Buoncompagni, Compagna, Compagni, Compagnini, Compagno, Compagnone, Compagnucci, Pagnani, Pagni, Pagnin, Pagnini, Pagnoni, Pagnotti, Pagnussat, Pagnussi, Pagnut, Pagnutti.

## Origine e diffusione
Il cognome è tipicamente toscano.
Potrebbe costituire una variante di Boni e significare "che tu sia un buon compagno".
La variante Compagni è siciliana; Pagno e Pagni sono toscani; Pagnut è veneto; Pagnoni è emiliano.

## Persone
- Cataldino Boncompagni (1370-1435) – giurista italiano
- Cristoforo Boncompagni (1537-1603) – arcivescovo cattolico italiano
- Gianni Boncompagni (1932-2017) – autore, regista e interprete televisivo italiano